# 帕特西特
14°57′50″N 91°12′29″W / 14.96389°N 91.20806°W
帕特西特（西班牙語：Patzité），是危地馬拉的城鎮，位於該國中西部，由基切省負責管轄，面積64平方公里，海拔高度2,299米，2002年人口4,695，人口密度每平方公里73.36人。